# Weathered
«Weathered» — альбом гурту Creed

## Список пісень
Всі пісні написали Скотт Степ і Марк Тремонті.
1. Bullets —  3:49
2. Freedom Fighter —  2:36
3. Who's Got My Back? —  8:25
4. Signs —  4:29
5. One Last Breath —  3:58
6. My Sacrifice —  4:54
7. Stand Here With Me —  4:17
8. Weathered —  5:30
9. Hide —4:27
10. Don't Stop Dancing —  4:33
11. Lullaby —  3:04